# ハンドシェイカー
『ハンドシェイカー』は、GoHands、Frontier Works、KADOKAWAの共同原作による日本のテレビアニメ。2017年1月から3月までMBS・TOKYO MX・テレビ愛知・BS11にて放送された。キャッチコピーは「護れ、この手で」。
2016年3月にアニメイト30周年記念作品としてプロジェクトの始動が発表された。GoHandsの本社のある大阪を舞台としている。
2019年冬には、世界観を共有する『W'z《ウィズ》 』が放送された。

## あらすじ
西暦20XX年のOSAKA。機械いじりが得意で修理依頼を受けた高校生のタヅナは、大学の研究室を訪れる。そこでベッドで眠る少女・コヨリを発見。彼女の手を握ったタヅナに、「神の声」が響き、二人は異世界・ジグラートにいた。ハンドシェイカーとして覚醒したタヅナたちは、同じハンドシェイカーたちの戦いに巻き込まれていく。

## 登場人物
大阪が舞台だが、登場人物は大阪弁を使わず、共通語を話している。また、登場人物の一部は、名字が大阪府内の地名に由来したものになっている。
※「演」は舞台版のキャスト

### ハンドシェイカー

#### ギア
タヅナ / 高槻 手綱（たかつき たづな）
声 - 斉藤壮馬、演 - 古畑恵介
誕生日 - 7月16日
コードネーム - シングル=ギア
本作の主人公。コヨリと出会い、手を繋いだことでバベルの啓示を受けてハンドシェイカーの戦いに巻き込まれることになる。戦うことについては否定的だが、ハンドシェイカーの戦いに敗北することはコヨリの死を意味するので、否応なく戦いに身を投じていくことになる。
当初はコヨリを亡き妹のムスブに重ね合わせていたが、共に過ごすうちにコヨリ本人を大切に思うようになり、彼女を守る為に戦うことを決意した。
機械いじりが得意で、周囲からも認められ、様々な機械の修理の依頼を引き受けている。機械を修理する際には、食事を忘れるほどまでに作業に集中してしまう癖があり、この状態をリリは「入り込んでいる」と称している。口癖は「噛み合ってる」。
父親（声 - 浅沼晋太郎、演 - 天野翔太）と母親（声 - 佐藤聡美、演 - 西端ちひろ）がいる。シクロクロスの自転車を愛用している。
ニムロデ「シングル=ギア」は、無数の歯車の形状で組み合わせて剣（片手剣や大剣）や小手（ハンドソー状のガントレット）の形態にしたり、歯車を飛び道具にしたり、自身の周囲に展開して盾のように使用もでき、歯車を利用して高速移動も可能な応用力の高いものとなっている。名称は一人でニムロデを行使してコヨリを守りながら闘うことからチヅルが名付けた。
コヨリ / 芥川 小代理（あくたがわ こより）
誕生日 - 3月20日
声 - 諸星すみれ、演 - 大島涼花
コードネーム - スプロケット=ギア
本作のヒロイン。マキハラの研究室で眠っていた少女。タヅナと出会ったことにより目覚め、ハンドシェイカーの戦いに身を投じていく。
生まれながらにハンドシェイカーという特殊な体質で、パートナーであるタヅナから手を放すと死ぬとされている為、彼とは四六時中手を繋いだままの生活を送ることになる（マキハラによれば3話時点で15分程度、5話時点で2時間程度なら手を放しても大丈夫と徐々に時間の余裕が出てきている）。
タヅナと出会うまで眠ったままだったので、食事の仕方等の日常生活に必要な知識を持っていなかったが、徐々に覚え始めている。なお手をつなぐ体質は先天的だが、こちらは後天的なものだという。両親もハンドシェイカーだった。
目覚めた当初は、それまでずっと眠っていた影響もあり無表情で周囲へのコミュニケーションはアイコンタクトと相槌が中心だったが、タヅナや戦ったハンドシェイカーたちと繋がってたくさんの刺激を受けて表情が豊かになり、料理に挑戦するなど自分から積極的に行動を起こすほど活発になってきている。また、リリとの会話でタヅナに対する想いを強く自覚するようになる。その後ソードとの戦いで傷つくタヅナの姿を見て「一緒がいい」と口にし、言葉を取り戻す。
飲み込みが早いので、教わった日常生活に必要な知識や料理、更にはマサルにトレーディングカードゲームを一度教わっただけで地方大会優勝の実力を持つ本人に食らいつく程の実力を身につけた。
マキハラの手続きによりタヅナの家にホームステイという形で同棲することになり、彼の通う高校にも編入してくる。表向きはブラジルから留学してきた日系三世で、日本語が不自由なのでタヅナが補助しているということになっている。
当初はニムロデは不明だったが、ソードとの戦いで言葉を取り戻すと同時に発現した。その際は衣装も変化する。
ニムロデ「スプロケット=ギア」は、タヅナのニムロデと同じく無数の歯車の形状。タヅナの「シングル=ギア」と噛み合わせることでより強力な能力を発揮させる。名称は歯車の形状からヒビキが名付けたもの。
タヅナとは最終的に手をつないだまま料理と整備、お互いのサポートを息ぴったりこなせるほど、戦いの上では流れるようなコンビネーションを見せるほどの強い信頼関係を築いた。
過去にマユミとパートナーを組んでいた頃は、多数の独楽を操って身を守ったり、飛び道具にするニムロデを保有していた。

#### カード
リリ / 北条 璃々（ほうじょう りり）
誕生日 - 6月13日
声 - 茅野愛衣、演 - 松村芽久未
コードネーム - フォーチュン=カード
タヅナが通う高校の生徒会長。タヅナからは「リリ会長」と呼ばれている。特技はタロット占いでタロットカードを普段から持ち歩いており、事あるごとにカードを引いてその場で占いを行う。父親（声 - 柳田淳一）と母親（声 - 小若和郁那）がいる。
普段はしっかり者で成績も優秀なので両親からは過度の期待をかけられている。しかし、実際は甘えたがりの性格なので溺愛する弟のマサルの前では著しく甘える仕草を見せる。また、弟であるマサルに対し姉弟以上の感情を抱いている節がある。
家族の不和に悩んでいたが、ハンドシェイカーの戦いに敗れた後に両親が離婚した。しかし、そのことを本人は「素直に自分の気持ちで語れた」と前向きに捉えている。またその際に夫婦間で隠されていた家族内の事情についても話された模様であり、その内容に喜んでいる様子。
ハンドシェイカーとして敗れた後も、タヅナ達とは以前と変わらぬ態度で接している。とくに、コヨリとは仲が良くなり、彼女からの相談を受けることもある。
ニムロデ「フォーチュン=カード」は、カードの形状でタロットカードの絵柄が描かれている。能力は引かれたカードの絵柄に応じた運操作で、マサルのニムロデに呼応してドローを最適化する。そのため攻撃力そのものはないに等しい。
マサル / 北条 勝（ほうじょう まさる）
誕生日 - 2005年6月14日
声 - 村瀬歩、演 - 廣野凌大
コードネーム - エンペラー=カード
リリの弟。トレーディングカードゲーム「プレシャスメモリーズ」が得意で大阪大会で度々優勝している。大会での異名は「デッドエンド・エンペラー」だが、平常時にこの名前を出されると恥ずかしがる。
姉であるリリの事が好きだが、その一方で溺愛してくれる姉を恥ずかしがる年頃でもある。
ニムロデ「エンペラー=カード」は、カードの形状で「プレシャスメモリーズ」の絵柄が描かれており、カードの効果を現実に顕現できる。カードを介するため設置攻撃もでき、カードそのものを投擲することができる。しかし、戦法は実際にマサルが行う「プレシャスメモリーズ」と傾向が同じになるため、マサルとカードゲームで勝負した際に、それを覚えられたコヨリに手札を先読みされたために戦況をひっくり返された。
タヅナたちに敗北後、実は養子であったことが判明する。本作の10年後を描いた「W'z《ウィズ》」ではリリと結婚している。

#### シャドウ
チヅル / 三津寺 千鶴（みつでら ちづる）
誕生日 - 2月10日
声 - 上坂すみれ、演 - 和地つかさ
コードネーム - ダガー=シャドウ
センテオトルグループの社員で、ファミレス・カクテルコーン店長も兼任。店内でのあだ名は「可愛いほうの店長」だが、本人は不本意に思っている。社会人の女性だが小柄で童顔なので、初対面の相手からはインターンシップを受けている中学生とよく間違われるが、タヅナからはより幼い小学生と間違えられた。社内の派閥争いに巻き込まれる形で左遷された経緯があり、神の願いに偏見や争いのない平等を望んでいる。
タヅナのことを「少年(敗北後はタヅナ君)」と呼び、戦いに負けてからはタヅナ達の事情を知り協力に名乗りを上げる。自分たちの持つハンドシェイカーについての知識を提供するほか、バイト体験や食事に招待するなど二人には何かと世話を焼いて可愛がっている。タヅナたちが外に出る理由は大半がチヅルの誘いによるもので、結果コヨリへの刺激になるなどたびたび良い影響を与えている。
ニムロデ「ダガー=シャドウ」は、二振りのダガーの形状で、組み合わせることで大型の手裏剣にして攻撃することが可能。分身を作り出すこともできる。
ハヤテ / 東 颯（あずま はやて）
誕生日 - 5月1日
声 - 石川界人、演 - 二平壮悟
コードネーム - ブレイド=シャドウ
チヅルの部下。名目上カクテルコーン副店長も兼任。店内でのあだ名は「店長」。
チヅルとは対照的に非常に高身長だが腰が低く、何かある度に周囲に「申し訳ないッス」と言って頭を下げている。チヅルと並んでいると、よく彼女の上司に間違われる。
チヅルのことを尊敬しており、常日頃から彼女に付き従っている。
タヅナとはたまたま通りかかった車を修理してもらった関係で知り合う。仕事の失敗で以前の上司から左遷させられている。
ニムロデ「ブレイド=シャドウ」は、片刃の大剣の形状で各所から推進力を発生させることで攻撃の威力を高めたり、地上を高速移動することが可能。

#### ソード
コダマ / 阿波座 こだま（あわざ こだま）
誕生日 - 1月1日
声 - 小松未可子、演 - 岡田彩花
コードネーム - シング=ソード
アイドルとして活動する少女で、数々のハンドシェイカーを破ったことにより強力な力を持つハンドシェイカー。自信家で古今東西の偉人の格言をひきながら話すキャラを演じている。
タヅナたちに敗北後、実は全く売れていない地下アイドルであることが判明する。ストリートライブの活動の中でスカウトされたが、自分の名前で活躍したいポリシーから「芸名で活動しろ」という社長の指示を突っぱねた結果、社長の妨害工作を受けて全く売れていなかった。
その後はヒビキの協力で社長とうまく折り合いをつけることができ、徐々にイベントなどの仕事をこなし着実に活躍の場を広げている模様。
本作の10年後を描いた「W'z《ウィズ》」では他のペアとは異なり登場しないが、他の登場人物より「有名女優として多忙を極めている」との発言がある。
ヒビキ / 盛山 響（もりやま ひびき）
誕生日 - 3月3日
声 - 杉田智和、演 - 久保田剛史（インデペンデンスデイ）
コードネーム - ソニック=ソード
コダマのマネージャー。眼鏡を掛けた肥満体の男性で腰が低い。ことあるごとにコダマを賞賛する。
元はストリートライブをしていたコダマのファンで、会社を辞めてマネージャーになった。社長の妨害を受けるコダマを懸命に支えている。
ナガオカとは学生時代の旧友で、ハンドシェイカーとしても互いに情報交換を行っていた。

#### コクーン
ナガオカ / 長岡 大地（ながおか だいち）
誕生日 - 4月1日
声 - 津田健次郎、演 - 佐藤弘樹
コードネーム - ゴールド=コクーン
はぐれたコヨリを探すタヅナが出会った男性。マキハラのことやコヨリに亡き妹ムスブを重ね合わせているなどの発言でタヅナを動揺させる。
上手い言い回しが思いつかないとすぐに口ごもってしまうため非常に口下手。回想でマキハラに「精神的ド近眼」と言われている。
かつてマキハラとパートナーを組んでいたハンドシェイカー。芥川博士夫妻の研究室に在籍していたが、夫妻亡きあと仮死状態になったマユミをさらって姿を消していた。
マユミを薬物療法でマインドコントロールしてハンドシェイカーのパートナー同士となり、タヅナとコヨリに戦いを挑んだ。ジグラートではコヨリ同様衣装が変化し、白衣に緋袴、その上から羽織という和装になる。
最も頂点に近いハンドシェイカーであるためニムロデも強力で、和柄のようなものがジグラートや敵のニムロデを侵食する（マユミも鞠のニムロデが弾んだところから侵食させている）。ニムロデ自体や侵食したところは任意で爆破できるようで、相手を吹き飛ばすほか空中にいる自分を爆発の衝撃波で加速させるなど使用方法は多彩。マキハラとパートナーだったころの手甲型ニムロデも使用している。
本作の10年後を描いた「W'z《ウィズ》」では、「W'z《ウィズ》」の主人公ユキヤこと荒城 幸也（あらき ゆきや）の実父であることが明らかになっている。
マユミ / 芥川 檀（あくたがわ まゆみ）
誕生日 - 3月20日
声 - 加隈亜衣、演 - あかり(α-X's)
コードネーム - シルバー=コクーン
コヨリそっくりな着物姿の少女で、長岡のパートナーのハンドシェイカー。無表情で言葉を発しない。
実はコヨリの双子の姉。コヨリ同様生まれながらのハンドシェイカーで、双子の妹であるコヨリとはパートナーであった。その頃は、縄を操ってコヨリの独楽の力を増幅させるニムロデを保有していた。
ハンドシェイカーだが子供であるため他のハンドシェイカーに狙われるという苛烈な環境に置かれ（ハンドシェイカーとして腕が立つ両親やマキハラ・ナガオカに守られてはいたが）、普通の生活を送れないことに「生きたくない」と発言するほど精神をすり減らしていた。
呪いのような体質の姉妹のために手段を選ばず、結果最後の戦いで行方不明になった両親の葬式の最中にコヨリと一緒に人形のように倒れて仮死状態と化した。臓器不全にも陥ったがドナーが運よく見つかったため奇跡的に一命をとりとめた。
その後仮死状態のまま眠らせる現状維持という状況から脱しようとするナガオカにより連れ出され、彼とパートナーを組みハンドシェイカーとして戦い続けていた。
ニムロデは鞠の形をしており、誘導制御して辺りに弾ませて侵食させる。侵食された場所は爆破できるため敵の動きを妨げることが可能。またニムロデをわざと破壊させることで爆発を起こす攻撃も行う。しかしこの攻撃は自らの意思とはいえニムロデを破壊しているのでマユミ自身に負担がかかる。
負担がかかるのも構わずニムロデを消費していたため消滅の危機に陥るが、コヨリと手をつなぐことによってチャージされ消滅を免れた。
物語序盤のコヨリ同様感情や言葉を失ってマインドコントロールを受けていたが、感情や言葉をすでに取り戻していたことが発覚。これはナガオカも気づいていなかった。
本作の10年後を描いた「W'z《ウィズ》」では、ナガオカと結ばれ、ユキヤを出産した。

#### チェイン
ブレイク
誕生日 - 10月27日
声 - 福山潤、演 - 佐藤祐吾
コードネーム - ブレイク=チェイン
タヅナが最初に戦うことになったハンドシェイカー。好戦的な性格。ハンドシェイカーになったばかりで状況を理解できていないタヅナに対しても容赦なく襲い掛かる。
当初は優位に戦いを進めていたが、ニムロデを発現させたタヅナに圧倒されて敗北した。その後、マキハラが手配した病院に搬送されたが命に別状はないらしい。
その後は無事に回復したらしく、タヅナの高校の学園祭にバインドと共に訪れていた。戦いに負けてからは以前とは違う雰囲気を見せており、最終話では街中で偶然見かけたタヅナ達に応援を送っている。
本名は作中では明かされていないが、バインドからは「レイ君」と呼ばれている。
ニムロデ「ブレイク=チェイン」は、鎖の形状でバインドを痛めつける際にも用いられる。両腕に幾重にも巻き付けてドリルのような形状にして攻撃することも可能。
本作の10年後を描いた「W'z《ウィズ》」では、本名が「荒城 令次郎（あらき れいじろう）」であることが判明。バインドと結婚し、子供も（養子ではあるが）授かっている。この子供が「W'z《ウィズ》」の主人公ユキヤこと荒城 幸也（あらき ゆきや）である。
バインド
誕生日 - 11月8日
声 - 日笠陽子、演 - 谷茜子
コードネーム - バインド=チェイン
ブレイクのパートナー。本名はブレイクと同じく不明。ブレイクとは幼馴染の間柄で、当時からブレイクに依存している。家柄の違いから家族にブレイクの事を認めてもらえず葛藤している。
ハンドシェイカーとして敗れた後もブレイクと行動を共にしており、タヅナの高校の学園祭にも訪れていた。
ニムロデ「バインド=チェイン」は、ブレイクに肉体を痛めつけられることで広範囲に大量の鎖を出現させて相手を攻撃する。
本作の10年後を描いた「W'z《ウィズ》」では、ブレイクと結婚したことが明らかになっている。本名は荒城 幸音（あらき ゆきね）。

### その他の人物
マキハラ / 槇原 長政（まきはら ながまさ）
誕生日 - 8月11日
声 - 森久保祥太郎、演 - 中谷智昭
大学部准教授。ハンドシェイカーの研究者。コヨリと出会ったばかりのタヅナに、ハンドシェイカーについての説明を行う。
コヨリを預かる立場のためにコヨリの体を検査したり、タヅナのケガを見るなど医療の分野にも明るい模様。
非常にテンションが高く、他人からよくうるさいと言われるが、本人は自身を慎重すぎると思っているらしい。
またポジティブシンキングで性善説を信じている。
551蓬萊の焼売が好物で、よく他人に勧めている。
元ハンドシェイカーで、長岡とは戦いのパートナーであり、芥川夫妻の下でジグラートやハンドシェイカーについて研究する仲間だった。
ムスブ / 高槻 結（たかつき むすぶ）
誕生日 - 9月20日
声 - 雨宮天、演 - 倉野真帆（KATA☆CHU）
タヅナの妹ですでに故人。
トモキ / 橘 友樹（たちばな ともき）
誕生日 - 12月20日
声 - 小林裕介、演 - 澤井俊輝
タヅナの同級生。
神の声
声 - 浪川大輔
ハンドシェイカーに啓示を与える声。最終回の最後のカットでは声の主らしき人物が現れているが詳細は不明。
芥川博士夫妻
声 - 利根健太朗（博士） / 加藤英美里（夫人）、演 -  栗田学武（博士） / 千歳ゆう（夫人）
コヨリとマユミの両親。大学でハンドシェイカーの研究をしており、ハンドシェイカーのパートナー同士でもある。生徒でありハンドシェイカーであるナガオカ・マキハラと共に組んで研究活動をしていた。
生まれながらのハンドシェイカーのマユミ・コヨリの誕生を喜んでいたが、戦いに傷つく姉妹を見るうち考えが変わる。博士は神にまみえ呪いとも呼べる体質の娘たちを救うという野望にとりつかれ、身分の割れたハンドシェイカーをジグラートに入る前に攻撃するなど手段を選ばなくなる。最後の戦いを終えたあと、夫妻そろってこの世から姿を消し、死亡という扱いになった。
本作の続編「W'z《ウィズ》」の公式サイトでは夫妻が姿を消した理由が明かされている。
シグレ / 花咲 時雨（はなさき しぐれ）
声 - 早見沙織
回想シーンおよび前日譚となる13話に登場。
芥川博士の研究室の新米研究員で、大学院生。
マキハラ・ナガオカと共にマユミ・コヨリを保護する立場だったが、実は自身もコウイチをパートナーとするハンドシェイカー。
ニムロデ「マンティス=ショーテル」は、カマキリの鎌のような形状の両刃の剣で、敵の飛び道具を弾き返す。
コウイチ / 桜橋 紘一（さくらばし こういち）
声 - 杉山紀彰
前日譚となる13話に登場。シグレのパートナーとして登場するハンドシェイカーで、「〜〜わけ」が口癖。
ニムロデ「スパイダー=ショーテル」は、蜘蛛の糸を出して敵の動きを封じる能力を持つ両刃の剣。

## 用語
ハンドシェイカー
バベルの啓示を受け、2人がペアになってニムロデを使役して戦う者。勝者には神に挑み自分の願いを叶えることが出来るという。
手を繋ぐことで、マキハラいわく「チャージ」が行われ、ジグラートでの活動を可能にする。また、感情や記憶の交換が行われ考えなども伝わってくる。隠したいことは意識すれば隠すこともできる。
コヨリだけは、この世界でもチャージしないと活動できない、つまり、手をつないでないと死ぬ。
後述のジグラートへの介入条件を満たし先手を打たれるのを避けるため、基本的にニムロデに由来するコードネームを用いる。
敗北すればハンドシェイカーとしての資格を失うが、ペアの繋がり（互いへの感情でも共通する目的でも二人を繋ぐものであれば何でも構わない）がなくなってもハンドシェイカーとしての資格を失う。
ニムロデ
ハンドシェイカーの深層心理から生まれる武器。それぞれ違う特性の武器だが、武器の形態については共通点を持つ。他のハンドシェイカーとの戦闘で勝利することで相手の力を取り込みさらに強化されていく。
ジグラート
ハンドシェイカーの戦いの場となる平行世界で、現実世界での地形がそのまま反映される。
この空間上では身体能力が強化され、ニムロデを行使することが可能になる。この世界で受けた傷は現実世界ではある程度緩和される。殺されても（傷自体は負うが）現実世界では死なないものの、ハンドシェイカーとしての資格を剥奪される。
ただし、コヨリの場合は現実世界でもジグラートと同様の状態とされ、現実世界でもチャージを怠るとそのまま命を落としてしまうという。
ジグラートへ入る条件は、手を繋いだ2組以上のハンドシェイカーが約1km内の距離に入った時か、手を繋いだハンドシェイカーが標的を定めて戦いを望んだ時(これは被対象側が手をつないでいない状態でも可能)。2組のみに限定されず、過去には3組以上がジグラートに入り込んだこともある模様。
逆に離脱方法は、ジグラートにいるハンドシェイカー全員が戦いを拒否するように願うか、1km以上離れる必要がある。
なお、ジグラート自体についてハンドシェイカーの深層心理（心）が反映された空間が投影される。ハンドシェイカーの力が強くなるほど空間が浸食されていく。

## スタッフ
- 原案・アニメーション制作 - GoHands
- 原作 - GoHands、Frontier Works、KADOKAWA
- 監督 - 鈴木信吾、金澤洪充
- シリーズ構成 - 金澤洪充
- 脚本 - 八薙玉造、金澤洪充
- 絵コンテ - 島津裕行(1-4、6-8、10)、鈴木信吾(1-12)、金澤洪充(5、9、11-12)
- キャラクターデザイン - 内田孝行
- メカデザイン - 大久保宏
- プロップデザイン - 岸田隆宏
- 総作画監督 - 内田孝行、古田誠
- メインアニメーター - 大久保宏、岡田直樹、立花昌之
- 美術監督 - 内藤健
- 撮影監督 - 戸澤雄一朗
- 編集 - 田所さおり
- 音響監督 - 田中亮
- 音楽 - GOON TRAX
- 音楽制作 - KADOKAWA
- 音楽プロデューサー - 寿福知之、吉川明
- プロデューサー - 長谷川和彦、河本紗知、金庭こず恵、尾形光広、黒崎祐貴、林俊安
- アニメーションプロデューサー - 菊地貴紀
- 製作 - Project-HS

## 主題歌
オープニングテーマ「One Hand Message」
作詞 - hotaru / 作曲・歌 - OxT / 編曲 - Tom-H@ck
第1話では未使用。
エンディングテーマ「ユメミル雨」
作詞・作曲・歌 - 新居昭乃 / 編曲 - 保刈久明
第1話では未使用。
挿入歌「恋ちゅレッターNo.1」（第8話 - 第10話、第13話）
作詞 - 遠藤幸三 / 作曲・編曲 - 森本貴大 / 歌 - 阿波座こだま（小松未可子）

## 各話リスト
| 話数 | サブタイトル          | 演出     | 作画監督                                                                     |
| --- | --------------------- | -------- | ---------------------------------------------------------------------------- |
| 第1話 | Conductor to Contact  | 横峯克昌 | 内田孝行、古田誠、岡田直樹、武本大樹、安達翔平                               |
| 機械いじりが得意な高校生の高槻手綱（タヅナ）は、 ある日、大学部の准教授・槇原長政（マキハラ）の修理依頼で彼の研究室へ向かう。タヅナは研究室の奥の部屋にベッドで眠る少女を発見。 亡くなった妹の結（ムスブ）に面影を重ねたタヅナは目覚めた少女の手を握る。すると何者かの声がタヅナに「そはハンドシェイカー」と告げる。そこへ飛び込んできたマキハラは、タヅナが小代理（コヨリ）のハンドシェイカーとなったこと、手を放すと彼女が死ぬと教える。直後マキハラの姿が消え、大量の鎖が二人を襲う。タヅナは平行世界ジグラートを彼女を連れて逃げ回る。二人を襲ったのはブレイク=チェインとバインド=チェイン。タヅナに再び「声」が響き、周囲に大量の歯車が現れる。タヅナは歯車を武器に変え、ブレイクにとどめを刺す。 |                       |          |                                                                              |
| 第2話 | Lead by Red           | 横峯克昌 | 内田孝行、古田誠、立花昌之、武本大樹、植木理奈                               |
| マキハラは、戦いを終えたタヅナに、ハンドシェイカーのことを説明、コヨリと手をつないだまま生活するよう求める。マキハラの口利きでコヨリはタヅナの両親に温かく迎えられ、同居することになる。食事も風呂も一緒という生活に戸惑うタヅナ。コヨリはタヅナと同じ高校に編入する。 |                       |          |                                                                              |
| 第3話 | Blade and Dagger      | 山岸徹一 | 内田孝行、古田誠、植木理奈、石田智美                                         |
| コヨリが目覚めて2週間、彼女はマキハラの研究室で健診を受け、15分ほどなら手を離せること、普通の食事もできると判断される。三津寺千鶴（チヅル）と東 颯（ハヤテ）は高校で学食へのユニット導入の説明を行ったあと、以前車を修理してくれたタヅナと再会。チヅルは店長を務めるレストランにタヅナとコヨリを誘う。休日、タヅナとコヨリはレストランを訪れ、食事を楽しむ。見送りに出たチヅルがタヅナたちがいつも手をつないでいることを指摘すると、ジグラートに転移する。チヅルはダガー＝シャドウ、ハヤテはブレイド＝シャドウと名乗るハンドシェイカーとしてタヅナとコヨリに戦いを挑む。 |                       |          |                                                                              |
| 第4話 | Live Lab              | 金澤洪充 | 内田孝行、古田誠、谷圭司、武本大樹、海野瑠璃                                 |
| 戦いの末、タヅナとコヨリは勝利する。翌日、マキハラの研究室にやってきたチヅルとハヤテは事情を知らず戦いを挑んだことを謝罪。チヅルはハンドシェイカーとしての心構えを教え、タヅナにコードネーム「シングル＝ギア」を名付ける。笑顔で別れたチヅルだったが、帰りの車の中で、悔し泣きする。 |                       |          |                                                                              |
| 第5話 | Meet Yet              | 立花昌之 | 内田孝行、古田誠、武本大樹、安達翔平                                         |
| タヅナとコヨリはチヅルたちから次世代店舗ショールームに招待されるが、その帰りはぐれてしまう。マキハラから手を離しても2時間は大丈夫と聞き、タヅナは必死でコヨリを探す。その途中、タヅナはコヨリそっくりの着物姿の少女を見かけ、さらにマキハラを知る謎めいた男に声をかけられる。道に迷ったコヨリは、北条璃々（リリ）と勝（マサル）姉弟に発見され、マサルが参加するカードゲームを見学、カラオケボックスでゲームを教えてもらう。連絡を受けたタヅナが駆けつけ、コヨリの手を握る。リリとマサルも手をつないだところ4人はジグラートに転移。お互い戦意はなかったが、ジグラートから出られないとわかると、リリたちは戦うことを宣言する。                                                                           |                       |          |                                                                              |
| 第6話 | Emperor of Fortune    | 横峯克昌 | 内田孝行、古田誠、岡田直樹、石田智美、海野瑠璃                               |
| マサルの遠距離からのカード攻撃を受け、近づくこともままならないタヅナ。だがコヨリはマサルの手札を読み、タヅナを導く。タヅナは戦う気はないと訴えるがリリは叶えたい願いがあると答える。手札を使い切ったマサルはリリのタロットでタヅナに一騎打ちを挑むが、敗れる。 |                       |          |                                                                              |
| 第7話 | Festival and Carnival | 山岸徹一 | 内田孝行、古田誠、武本大樹、安達翔平                                         |
| タヅナが出会った謎の男の言ったとおり、マキハラはかつてハンドシェイカーだったことを認める。コヨリはスマホを持たせられた。高校は学園祭の準備の真っ最中。タヅナはクラスメイトから模擬店の食材の手配を相談される。コヨリの提案で食材はチヅルのレストランから安く仕入れることにする。調理担当の生徒が怪我したため、コヨリが調理役を引き受け、料理の練習をする。学園祭当日、マサルやハヤテも顔を出し模擬店は成功する。 |                       |          |                                                                              |
| 第8話 | Sing a Sonic          | 立花昌之 | 内田孝行、古田誠、植木理奈                                                   |
| マキハラのすすめで買い物に出たタヅナとコヨリは、またもジグラートに転移。アイドルの阿波座こだま（コダマ）と彼女のマネージャーである盛山響（ヒビキ）に襲われる。彼らの力に圧倒されたタヅナは、橋を壊して川に飛び込みジグラートから脱出するが、大怪我をしてしまう。その夜、コヨリはタヅナを見つめながら、ニムロデが使えない自分の無力さに涙をこぼす。 |                       |          |                                                                              |
| 第9話 | Finally Fairy         | 横峯克昌 | 内田孝行、古田誠、植木理奈                                                   |
| 怪我と高熱で寝込んだタヅナ。しかしコヨリを守るため、マキハラの制止をふりきって再びコダマたちに戦いを挑む。苦戦するタヅナを見たコヨリははじめて「タヅナと一緒がいい」と声を発する。その時コヨリのニムロデ「スプロケット=ギア」が覚醒。タヅナとコヨリは力を合わせコダマたちに勝利する。戦いを終えた二人はお互いへの感謝の気持ちを語り合う。 |                       |          |                                                                              |
| 第10話 | Kitten Kitchen        | 金澤洪充 | 内田孝行、古田誠、武本大樹                                                   |
| タヅナとコヨリはチヅルに誘われ、レストランのキッチンでアルバイトをする。仕事を終えた二人は、マキハラと落ち合うが、そこへ謎の男・長岡大地（ナガオカ）が現れる。ナガオカはコヨリそっくりの少女・檀（マユミ）を連れていた。 |                       |          |                                                                              |
| 第11話 | Cocoon Cocoon         | 立花昌之 | 内田孝行、古田誠                                                             |
| マキハラとナガオカはかつてハンドシェイカーであり、芥川博士夫妻の元で研究活動をしていた。芥川夫妻に双子の姉妹、檀・小代理が生まれる。しかし生まれながらのハンドシェイカーである姉妹は幼いころから戦いに巻き込まれ、マキハラたちが守らねばならなかった。娘たちを救うため神にまみえるという野望にとりつかれた芥川博士は最後の戦いを終えたあと、妻とともに姿を消し生死不明となる。夫妻の葬儀の日、姉妹は突然倒れ仮死状態になる。その後ナガオカはマキハラと袂を分かち、マユミをさらって消息を絶っていた。ナガオカから戦いを挑まれたタヅナとコヨリはジグラートに転移する。 |                       |          |                                                                              |
| 第12話 | Shake the Hands       | 山岸徹一 | 内田孝行、古田誠、安達翔平、石田智美、海野瑠璃                               |
| タヅナとコヨリはナガオカとマユミと戦う。しかし薬物で動かされるマユミは次第に弱っていく。タヅナとコヨリはナガオカを攻撃、降伏を促す。それを見たマユミは「あなたを守るわ」と初めて声を出し、消えそうになりながらニムロデを出そうとする。コヨリはマユミと手をつなぎ力をチャージ。4人はジグラートから戻る。感情を取り戻したマユミはナガオカが病気のため研究を捨てたと話し、ナガオカと去る。1か月後、すっかり健康になったタヅナとコヨリはチヅルのレストランでアルバイトを始めることにする。他のハンドシェイカーたちもそれぞれの道を歩んでいく。 |                       |          |                                                                              |
| 第13話(EX) | Go ago Go             | 横峯克昌 | 内田孝行、古田誠、安達翔平、石田智美、海野瑠璃、岡田直樹、立花昌之、植木理奈 |
| タヅナとコヨリが出会う4年前を描いた前日譚。久々の休日、マキハラとナガオカ、シグレに連れられ、マユミとコヨリは城塞公園に遊びに来ていた。城内を見学した後、ナガオカが飲み物を買いに離れた隙を突いて、マキハラがスタンガンの攻撃を受ける。その犯人は味方のはずのシグレだった。シグレはパートナーのコウイチと共にジグラートに転移。マユミとコヨリを人質にマキハラとナガオカ、ひいては芥川夫妻もおびき寄せて倒す計画を立てていたが、救いにやってきたナガオカによって呆気なく倒されその場を去る。時は流れ、仮死状態になったマユミとコヨリの臓器移植を行った病院と、ほぼ同時期にムスブを喪って泣き崩れる高槻家の姿が描かれる。                                                                                |                       |          |                                                                              |

## 放送局
| 放送期間                | 放送時間                     | 放送局     | 対象地域   | 備考                                         |
| ----------------------- | ---------------------------- | ---------- | ---------- | -------------------------------------------- |
| 2017年1月11日 - 3月29日 | 水曜 0:30 - 1:00（火曜深夜） | TOKYO MX   | 東京都     |                                              |
|                         | 水曜 1:35 - 2:05（火曜深夜） | テレビ愛知 | 愛知県     |                                              |
|                         | 水曜 2:30 - 3:00（火曜深夜） | 毎日放送   | 近畿広域圏 | 『アニメ特区』第1部 / 作品の舞台地（大阪府） |
| 2017年1月12日 - 3月30日 | 木曜 0:00 - 0:30（水曜深夜） | BS11       | 日本全域   | BS放送 / 『ANIME+』枠                        |

| 配信期間                | 配信時間                     | 配信サイト |
| ----------------------- | ---------------------------- | --- |
| 2017年1月12日 - 3月30日 | 木曜 12:00 更新              | dアニメストア |
| 2017年1月15日 - 4月2日  | 日曜 0:00 - 0:30（土曜深夜） | AbemaTV新作アニメch |
| 2017年1月19日 - 4月6日  | 木曜 0:00 - 0:30（水曜深夜） | ニコニコ生放送 |
|                         | 木曜 0:00 更新               | GYAO! |
|                         | 木曜 0:30 更新               | ニコニコ動画 |
|                         | 木曜 12:00 更新              | バンダイチャンネル / RakutenShowtime / ひかりTV / アニメイトチャンネル Hulu / U-NEXT / アニメ放題 / J:COMオンデマンド auビデオパス / amazonビデオ / フジテレビオンデマンド / DMM.com ビデオマーケット / ムービーフルPlus / Happy!動画 |
| 2017年1月25日 - 4月8日  | 水曜 12:00 更新              | Netflix |

| 配信期間               | 配信時間                   | 配信サイト   | 対象地域      | 備考                                                      |
| ---------------------- | -------------------------- | ------------ | ------------- | --------------------------------------------------------- |
| 2017年1月4日 - 3月22日 | 水曜 1:30（火曜深夜） 更新 | ビリビリ動画 | 中国大陸      | 中国語（簡体字）字幕あり                                  |
|                        |                            | PPTV         | 中国大陸      | 中国語（簡体字）字幕あり                                  |
|                        |                            | iQIYI        | 中国大陸 台湾 | 中国語（簡体字）と日本語字幕あり 中国語（正体字）字幕あり |

## BD / DVD
| 巻 | 発売日        | 収録話         | 規格品番  | 規格品番  |
| 巻 | 発売日        | 収録話         | BD        | DVD       |
| -- | ------------- | -------------- | --------- | --------- |
| 上 | 2017年3月24日 | 第1話 - 第6話  | MFXA-0001 | MFBA-0003 |
| 下 | 2017年5月24日 | 第7話 - 第12話 | MFXA-0002 | MFBA-0004 |
| EX | 2017年7月26日 | 第13話（OVA）  | MFXA-0003 | MFBA-0005 |

## 関連メディア

### 小説
八薙玉造によるノベライズがMF文庫Jより刊行されている。
1. 2017年1月25日発売、ISBN 978-4-04-068490-1
2. 2017年4月25日発売、ISBN 978-4-04-069181-7

### コミック
ていか小鳩によるコミカライズがフロンティアワークスより刊行されている。
1. 「ハンドシェイカー find the gear 1」2017年2月24日発売、ISBN 978-4-86-134974-4
2. 「ハンドシェイカー find the gear 2」2018年2月24日発売、ISBN 978-4-86-657102-7

### Webラジオ
『ラジオ「ハンドシェイカー」〜マキハラダヨ！全員集合！！』のタイトルで、2017年1月25日から4月5日までアニメイトタイムズにて配信していた。隔週水曜日更新。パーソナリティは森久保祥太郎（マキハラ 役）。

### 舞台
2018年1月24日 - 28日まで、CBGKシブゲキ!!にて公演。
- 企画・制作 - Stage Project ILLUMINUS
- 脚本・演出 - 吉田武寛
- 音楽 - GOON TRAX